# Scaphytopius torridus
Scaphytopius torridus är en insektsart som beskrevs av Ball 1916. Scaphytopius torridus ingår i släktet Scaphytopius och familjen dvärgstritar. Inga underarter finns listade i Catalogue of Life.